# پام توان
پام توان (به انگلیسی: Pham Tuan) فضانورد اهل کشور ویتنام است که در ۱۴ فوریهٔ ۱۹۴۷ در تای بینه زاده شد. وی در مأموریت سایوز ۳۷، ۳۶ حضور داشته است.